# Alla Osipenko
Pour les articles homonymes, voir Osipenko.
Alla Yevgenyevna Osipenko (en russe : Алла Евгеньевна Осипенко), née le 16 juin 1932 à Léningrad (RSFS de Russie, URSS) et morte le 12 mai 2025 à Saint-Pétersbourg (Russie), est une ballerine soviétique.

## Biographie
Alla Osipenko étudie à l'école chorégraphique de Léningrad (aujourd'hui Académie Vaganova) dans la classe d'Agrippina Vaganova.
Après avoir obtenu son diplôme, elle rejoint le Ballet Kirov (maintenant le Ballet Mariinsky) en 1950, et est promue première ballerine en 1954. Son répertoire comprenait : Lilac Fairy dans La Belle au bois dormant, Odette-Odile dans Le Lac des cygnes, Gamzatti dans La Bayadère, Waltz and Mazurka dans Les Sylphides, Masha dans Casse-Noisette, Frigia dans Spartacus, the Mistress of the Copper Mountain dans La Fleur de pierre (1957) et Mekhmene-Banu dans Legend of Love (1961). En 1961, alors qu'elle est en tournée avec le Ballet Kirov à Paris, l'un de ses principaux partenaires de danse, Rudolf Noureev, fait défection vers l'Ouest pour son 29e anniversaire. À son retour en Union soviétique, Osipenko, qui n'était pas membre du Parti communiste, est fortement soupçonnée par le KGB d'être au courant que Noureev préparait sa défection. Pendant une grande partie des années 1960, elle a une relation difficile avec le Kirov qu'elle quitte finalement en 1971.
De 1971 à 1973, elle est soliste de la troupe « Choreographic Miniatures » sous la direction de Leonid Jacobson. Elle danse également des œuvres majeures du répertoire classique et moderne dans les mises en scène de maîtres de ballet soviétiques réputés. Osipenko danse ensuite l'œuvre du chorégraphe de Leningrad, Boris Eifman, devenant ainsi le premier danseur vedette à défendre son travail. Osipenko était mariée à son compatriote soliste de Kirov, John Markovsky, qui avait également quitté le Kirov pour travailler avec Jacobson.
Après la chute de l'Union soviétique, Osipenko déménage aux États-Unis dans les années 1990 et travaille avec la Hartford Ballet Company, dans le Connecticut. Elle retourne finalement à Saint-Pétersbourg, en Russie, en 2000. Elle entretient également une relation artistique de longue date avec le cinéaste russe Alexandre Sokourov et apparaît dans plusieurs de ses films, dont L'Arche russe. Osipenko travaille ensuite comme coach de ballet avec le Ballet Mikhailovsky à Saint-Pétersbourg.